# VIA Technologies
VIA Technologies — тайваньская бесфабричная компания, разработчик электронных микросхем (чипсетов для материнских плат, микропроцессоров и микросхем памяти). Входит в группу Formosa Plastics Group (в которую также входит производитель смартфонов HTC).
Аббревиатура VIA расшифровывается как англ. Very Innovative Architecture («очень передовая архитектура»).

## История
Компанию основала в 1987 году Шер Ван (Cher Wang), дочь Ван Юнчина, самого богатого человека Тайваня, владельца промышленной группы Formosa; сооснователем был её муж, Чэн Вэньчи. Первоначально компания базировалась в Калифорнии, но в 1992 году штаб-квартира была перенесена в столицу Тайваня.
VIA сыграла значительную роль в продвижении шины PCI взамен устаревшей ISA, участвуя в группе по стандартам PC Common Architecture standard group в 1996 году. С конца 1990-х годов компания проводит политику диверсификации бизнеса (расширения в соседние области). Поглощение других фирм помогло сформировать подразделения, каждое из которых занимается своим направлением: микропроцессорами, графикой или звуком.
В 1999 году VIA появилась на рынке процессоров x86 в результате приобретения компаний Cyrix (до того подразделения National Semiconductor) и Centaur (принадлежавшей Integrated Device Technology). Процессоры последней теперь выпускаются VIA под марками С3 и С7, как и серия EPIA. Процессор MediaGX остался в собственности National Semiconductor. В марте 1999 года VIA разместила свои акции на Тайваньской фондовой бирже.
В 2001 году было образовано совместное предприятие с S3 Graphics; доля в нём была продана в 2011 году HTC. Под контролем VIA бренд S3 удерживал 10 % рынка графических карт для ПК, будучи четвёртым после Intel, AMD и NVIDIA. Кроме новой графики, материнские платы VIA обрели также звуковую карту Envy собственного производства.
Февраль 2005 года ознаменовался важным достижением — был выпущен 100-миллионный чипсет VIA для работы с процессорами AMD.
В январе 2008 года компания объявила о создании 64-разрядного экономичного процессора Isaiah и одноимённой архитектуры, работы над которой велись с 2003 года. Процессор занимает площадь всего 11×11 мм, содержит расширения x86-64, технологию виртуализации. Его мощность должна значительно превосходить VIA C3 и VIA C7. Позднее процессор был переименован в VIA Nano. Также в 2008 году была создана дочерняя компания WonderMedia, разрабатывающая системы на кристалле для мультимедийных устройств; в 2016 году она была упразднена.
В 2013 году VIA Technologies, совместно с городской администрацией Шанхая, организовали компанию Zhaoxin (Shanghai Zhaoxin Semiconductor Co., Ltd.), занимающуюся разработкой x86-совместимых процессоров для КНР.
В феврале 2020 года появились подробности о новом х86-совместимом процессоре VIA не связанном с Zhaoxin и нацеленным на международный рынок. Он обладает восемью вычислительными ядрами с рабочей частотой до 2,5 ГГц и интегрированным ИИ-сопроцессором NCORE. Выпускаться новинка будет по 16-нм техпроцессу тайваньским контрактным производителем TSMC.

## Положение на рынке
Когда компания уже занималась наборами системной логики для процессоров AMD, успеху VIA в значительной степени способствовал выпуск альтернативного чипсета для Pentium III. С выходом нового процессора Pentium 4 Intel решила прекратить использование памяти SDRAM и, сделав ставку на новый тип памяти RDRAM компании RAMBUS, совершила стратегическую ошибку. Память RAMBUS, хоть и предоставляла значительные преимущества, но не смогла захватить рынок по причине высокой стоимости её производства, а многие поставщики ПК стали отдавать своё предпочтение более низкой стоимости и привычному стандарту памяти вместе с чипсетом VIA.
Когда-то чипсеты VIA страдали от плохой совместимости с картами расширения, особенно AGP. Тем не менее, внутренняя программа компании по улучшению качества принесла свои плоды: быстродействующие, вполне зрелые и стабильные наборы микросхем стали пользоваться громадной популярностью, а прибыль значительно возросла. Компании, до того полагавшиеся лишь на Intel, испытали предложение VIA и остались довольны.
VIA имела свою долю от продажи наборов системной логики для процессоров AMD и хорошо заработала на наборах для процессора Athlon, выпускавшихся миллионными тиражами. Доля VIA стала уменьшаться, когда компания NVIDIA вышла на рынок со своим новым чипсетом nForce для Athlon.
Чтобы противостоять напору конкурирующих изделий, VIA приняла решение купить бизнес S3 Graphics. Её графический чип Savage не был достаточно быстр, чтобы удержать позиции на рынке графики, но в составе чипсета был очень удобен благодаря низкой стоимости производства.
Чипсет К8Т800 для Athlon 64 был достаточно популярен.
Покупка IDT Centaur предоставила VIA три ключевых патента на технологии, которые использовала Intel в производстве процессоров. Переговоры между компаниями привели к соглашению в 2003 г., согласно которому обе получали доступ к интеллектуальной собственности сроком на 10 лет, что позволило VIA продолжить разработку и производство процессоров х86. Кроме того, ей предоставлялось трехлетнее разрешение на использование процессорной шины Intel.
Как продолжение развития процессоров С3 и С7, нацеленных на нижний сегмент рынка, у VIA появляется процессор Nano для ультрамобильных ПК.

## Продукция

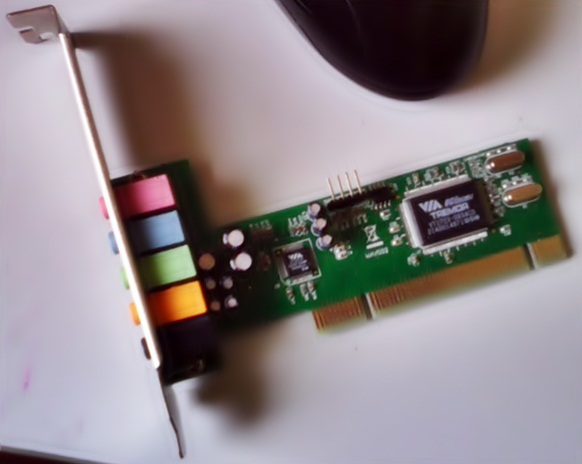
Звуковая карта VIA Envy

Чипсеты, выпускаемые компанией, можно встретить в самых различных компьютерных системах, при этом большая часть бизнеса VIA сосредоточена вокруг интегрированных наборов для ПК.
Хотя название компании в первую очередь ассоциируется с материнскими платами, на самом деле она производит также аудио- и сетевые карты, экономичные процессоры и микросхемы для пишущих приводов CD/DVD.
Её продукцию закупают другие компьютерные компании, чтобы распространять под собственной маркой (например, ASUS).

## Деятельность
Выручка компании за 2022 год составила 9,3 млрд новых тайваньских долларов (303 млн долларов США), её распределение по регионам: КНР — 38 %, Тайвань — 38 %, Япония — 10 %, Европа — 8 %, Америка — 6 %.